# Suresh Kalmadi
Suresh Kallu Kalmadi (Pune, 1º maggio 1944) è un politico e dirigente sportivo indiano.
Suo padre, Shama Rao Kalmadi partecipò alla lotta per la libertà dell'India dalla Gran Bretagna. Kallu Kalmadi è membro del Congresso Nazionale Indiano, presidente del Comitato Olimpico Indiano, dell'Asian Athletics Association, e della Federazione indiana di atletica leggera e uno dei rappresentanti d'area della IAAF.

## I primi anni e la carriera militare
Suresh Kalmadi ha studiato presso la St. Vincent's High School di Pune, sua città natale, e poi al Fergusson College, sempre a Pune. Nel 1960 entrò nell'Accademia nazionale della difesa (National Defence Academy) e nel 1964 negli Air Force Flying Collegi di Jodhpur e Allahabad. Tra il 1965 e il 1974 è stato pilota della Bhāratīya Vāyu Senā (l'aeronautica militare dell'India) e ha partecipato alla guerra indo-pakistana mel 1965 e nel 1971.

## Carriera politica
Nel 1977, Kalmadi divenne presidente dell'Indian Youth Congress, la fazione più giovane del Congresso Nazionale Indiano, della quale divenne presidente tra il 1978 e il 1980. Fu membro del Rajya Sabha (la camera alta del Parlamento indiano) per tre mandati (tra il 1982 e il 1995 e nuovamente nel 1998). Nel 1996 e nel 2004 fu anche eletto nel Lok Sabha (la camera bassa del Parlamento indiano). Durante il mandato di governo del Primo Ministro indiano Pamulaparthi Venkata Narasimha Rao, Kalmadi aveva il ruolo di ministro per le ferrovie (1995 - 1996).